# 안젤리크 케르버
안젤리크 케르버(Angelique Kerber, 1988년 1월 18일 ~ )는 독일의 테니스 선수이다.
2016년에 오스트레일리아 오픈과 US 오픈을 석권하며 34주 간 세계 랭킹 1위에 등극했다. 2018년 윔블던 대회에서 우승 하였다.